# Sede de la Empresa Municipal de Transportes de Madrid

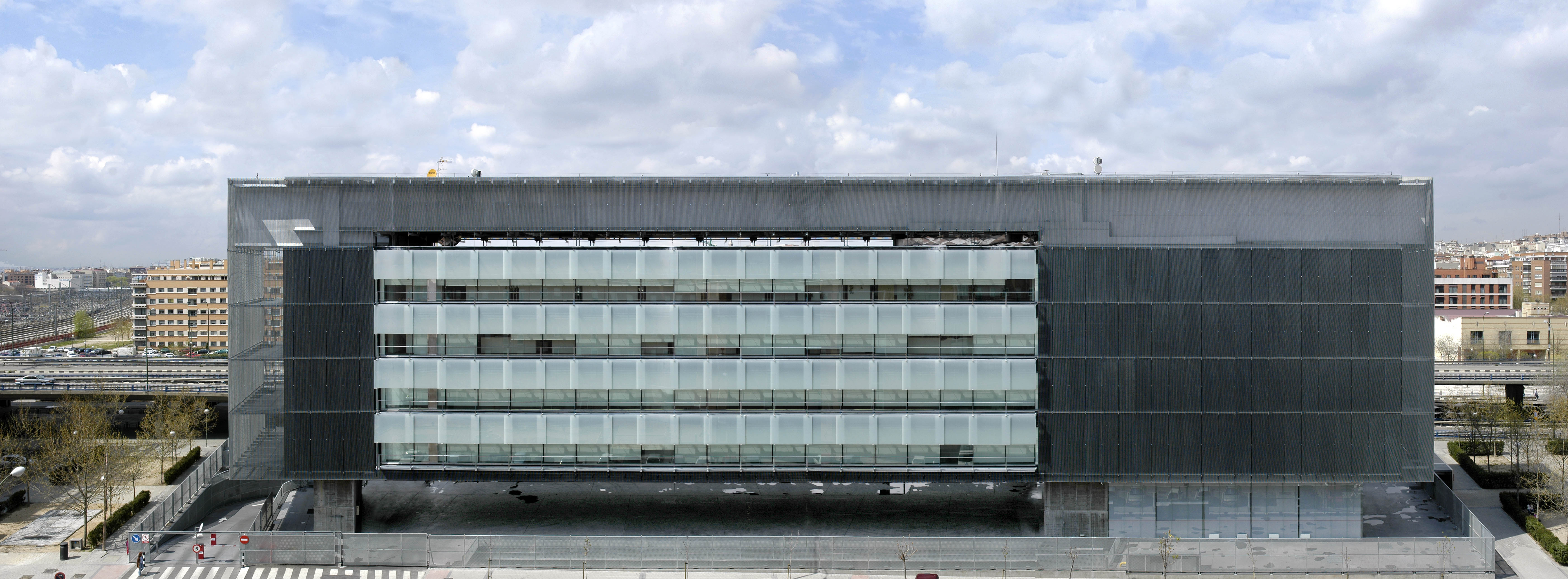
Fachada sureste.

La sede social de la Empresa Municipal de Transportes de Madrid (EMT) es un edificio situado en Madrid (España), en el barrio de Adelfas próximo a la confluencia entre la calle Juan Bosch y la Avenida de la Ciudad de Barcelona.

## Proyecto y arquitectura
Diseñado por el estudio Cano Lasso, el edificio se caracteriza por su estructura-puente, apoyada sobre sendos núcleos de hormigón dispuestos asimétricamente respecto al centro de gravedad del edificio y separados 53 m entre sí. De esta manera, los forjados del edificio se descuelgan de la mencionada estructura puente mediante esbeltas barras de acero traccionadas, permitiendo liberar completamente la planta baja con el objetivo de fomentar la permeabilidad del edificio con respecto a su entorno, condicionado por la presencia de un viaducto cercano y zonas verdes próximas.

## Premios y reconocimientos

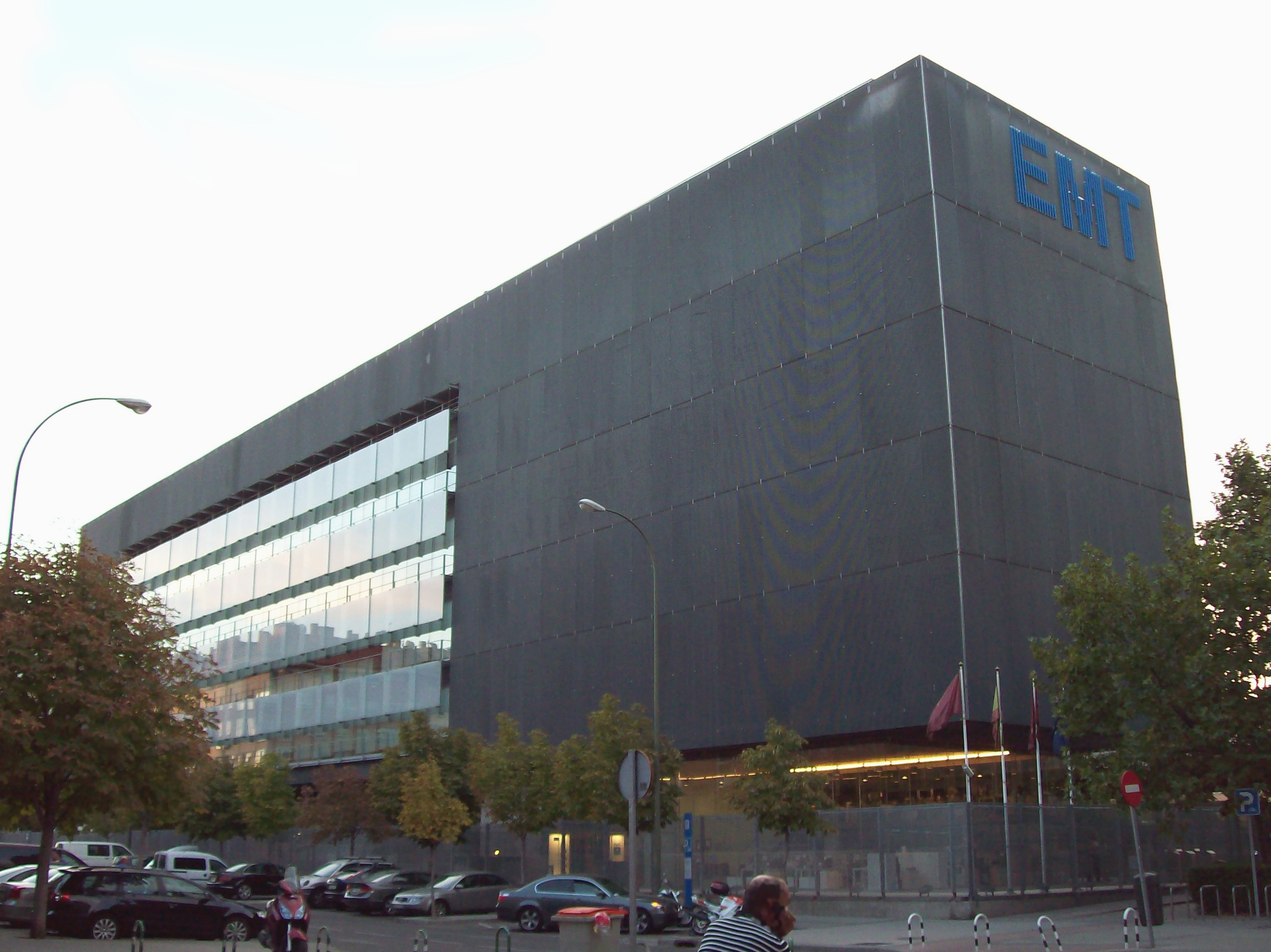
Vista desde el ángulo este.

- Premio en los XIX premios de Arquitectura, urbanismo y obras públicas 2004 del Ayto. de Madrid. 2005.
- Finalista en el premio FAD. 2005.
- Seleccionado en la VIII Bienal Española de Arquitectura y Urbanismo. 2005.
- Seleccionado en IX Bienal de Arquitectura de Venecia. 2004.
- Segundo premio en los premios ATEG 2004 de la Asociación Técnica Española de Galvanización. 2004.

## Transportes
- Metro:línea 1 de metro  (estación Pacífico)
- Metro:línea 6 de metro  (estación Pacífico)